# Jacopo Archinto

Stemma Archinto

Jacopo Archinto, conosciuto anche come Giacomo Archinto (fl. XIV secolo), è stato un presbitero italiano, arciprete di Monza per il decennio dal 1340 al 1350.

## Biografia
Figlio di Giuseppe e di Antonia Vimercasa, membri della nota famiglia patrizia di Milano.
Fu arciprete di Monza per il decennio dal 1340 al 1350.
È ricordato soprattutto per essere stato inviato da Azzone Visconti ad Avignone per perorare presso Clemente VII, ivi allora residente, la restituzione del tesoro della basilica monzese sottratto anni prima dai Della Torre e colà custodito.
La missione ebbe buon esito anche se il tesoro del Duomo di Monza fu restituito
solo dopo la morte di Azzone, trovandosi Monza sotto la signoria di Giovanni Visconti che fu anche arcivescovo di Milano e prima ancora di Novara essendo stato anche nel 1325 canonico vicario generale della basilica monzese sotto Lombardo Della Torre.